# Cofradía
Cofradía ist eine Siedlung in Honduras. Sie liegt im Departamento Cortés und ist Teil der Municipio San Pedro Sula. 2013 hatte die Stadt 38.780 Einwohner.

## Geografie
Cofradía liegt etwa 24 Kilometer südwestlich von San Pedro Sula. Das bebaute Gebiet von Cofradia umfasst 48 Hektar. Es ist generell hügelig, mit nur wenigen flachen Bereichen. Das Land liegt in den Wassereinzugsgebieten der Flüsse Manchaguala, Chamelecon und San Bartolo. Die Sierra del Merendón liegt im Norden.